# Жиркевич, Иван Степанович
Ива́н Степа́нович Жирке́вич (Фурс-Жиркевич) (9 [20] мая 1789, Смоленск — 2 [14] марта 1848, Полоцк) — российский генерал-майор, участник Наполеоновских войн, Симбирский и Витебский губернатор, мемуарист.

## Биография
Родился 9 (20) мая 1789 года в семье бедного смоленского дворянина.
В возрасте шести лет поступил на учёбу в Императорский сухопутный шляхетный кадетский корпус, после десятилетнего обучения был выпущен подпоручиком в лейб-гвардии артиллерийский батальон и сразу попал в Аустерлицкое сражение, за отличие в котором был награждён орденом Св. Анны 4-й степени.
По возвращении в Санкт-Петербург Жиркевич по должности батальонного адъютанта ежедневно имел доклад у графа Аракчеева, бывшего тогда инспектором всей артиллерии, и заслужил его расположение.
После участия в войне 1809 года против шведов (награждён золотым оружием с надписью «За храбрость») в качестве поручика лейб-гвардии артиллерийской бригады участвовал в Отечественной войне и Заграничном походе (награждён орденом Св. Владимира 4-й степени с мечами). 
В 1814 году Жиркевич получил в командование роту полевой артиллерии, а затем перешёл начальником отделения в артиллерийский департамент. Здесь ему пришлось вынести серьёзную борьбу с злоупотреблениями коллег и, несмотря на нравственную поддержку великого князя Михаила Павловича, Жиркевич не вышел из неё победителем: в декабре 1833 года он был уволен в отставку, хотя вновь скоро поступил на службу чиновником особых поручений в тот же департамент и около двух лет был помощником командира Тульского оружейного завода.
Перейдя на гражданскую службу, Жиркевич по протекции Д. П. Полозова был назначен в 1834 году Симбирским губернатором, в то самое время, когда здесь разрешался щекотливый вопрос об обращении казённых крестьян в удельное ведомство. В 1836 году его перевели губернатором в Витебск и на этом посту Жиркевич принимал значительное участие в деле присоединения униатов.
По выходе в отставку в 1838 году Жиркевич занялся литературной деятельностью, оставив после себя «Записки», в которых содержится немало характерных подробностей для истории войн 1805—1814 гг. с Наполеоном и русского военного быта начала XIX века. В этих записках, доведенных до 1831 года, немало также материалов для биографий графа Аракчеева, Ермолова, генерала С. М. Каменского, генерала А. А. Вельяминова и других военных деятелей современной Жиркевичу эпохи; также там содержится масса сведений о первоначальной истории воссоединения униатов. Эти «Записки» печатались в «Русской старине» (1874, т. IX—XI; 1875, т. XIII; 1876, тт. XVI, XVII; 1878, тт. XXII, XXIII; 1890, т. LXVII) и «Историческом вестнике» (1892, № 4).
Среди прочих наград Жиркевич имел орден Св. Георгия 4-й степени, пожалованный ему за беспорочную выслугу 25 лет в офицерских чинах 18 декабря 1830 года (№ 4453 по списку Григоровича — Степанова).
Умер в Полоцке 2 (14) марта 1848 года.